# Мальме
Ма́льме (швед. Malmö) — місто на півдні Швеції, у лені Сконе і є адміністративним центром регіону. Один з найбільших портів на Балтійському морі. Третє за кількістю населення місто країни. За 19 км від данської столиці Копенгагена, який розташований на протилежному березі Ересунни. Мальме і Копенгаген з'єднані Ересуннським мостом, який є найдовшим мостом Європи. Мальме є також найбільшим містом провінції Сконе і культурно-історичного регіону Сканії. З 1658 до 1664 року Мальме було столицею Сконеланд (територія Сканії + Борнгольм).
Сучасне місто Мальме — один з найважливіших транспортних вузлів і промислових центрів Скандинавії.
2013 і 2024 року Мальме стало місцем проведення пісенного конкурсу «Євробачення».

## Назва
Назва міста Мальме, очевидно, походить зі староданської мови Malmhaugar (Мальмгауґар, «купа піску»). З 1116 року це місце відоме під назвою Malmhaug, згодом Malmoge, Malmöyghe або Malmey. З 1367 року вживається старошведська назва Malmöughe, що походить від слова Malm (піщана місцевість) та högar (купа), та означає, як і первісна староданська назва, «купа піску».

## Історія

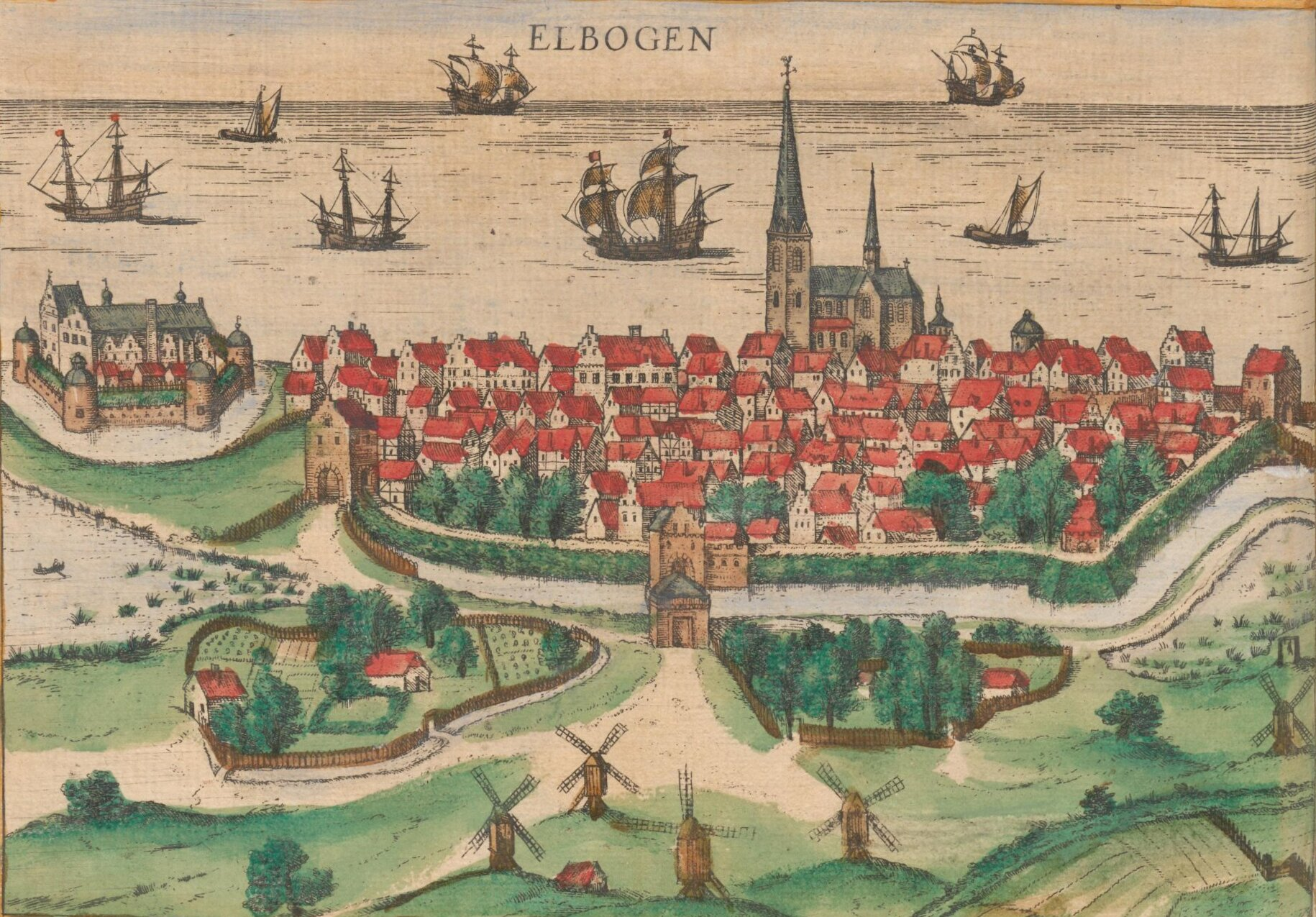
Мальме в 1594 році: замок Мальме можна побачити зліва, вежа церкви Святого Петрі в центрі

Археологічні знахідки свідчать, що заселення місцевості довкола Мальме почалося ще за кам'яної доби. У той час тут мешкали племена кочових мисливців, які мігрували на території сучасної Швеції і Данії. Згодом тут було поселення вікінгів, які здійснювали походи від Англії та Ісландії до Близького Сходу як торговці та завойовники.
Поселення, засноване данцями 1272 року, звалося Мальмгауґар, його мешканці займалися рибальством і торгівлею солоними оселедцями. 1275 року поселення вже має статус міста, що перебувало під владою архієпископа. Вже в XIV столітті місто було найважливішим транзитним центром у складі Данії, а також примітним торговим центром з містами Ганзейської Спілки, насамперед з Любеком. У XIV столітті за зразком любекської Маріенкірхе в Мальме було споруджено червоноцегляну церкву Святого Петра.
У документах Ганзи місто фігурує під назвою Ельбоген (від нім. «лікоть»), через вигнуту берегову лінію біля нього. 1353 року Мальме на короткий час переходило під владу Швеції.
1437 році місто знову відійшло до Данії. З 1444 року в Мальме почали карбувати свої монети, що значно посилило його значення як торговельно-фінансового центру країни. Під час Реформації (з 1524 року) Мальме значно поповнив свою скарбницю конфіскацією монастирських володінь. У XVI столітті Мальме — друге за величиною і економічним значенням місто Данії.
Проте наприкінці XVI століття торгівля почала переживати важкі часи у зв'язку зі зниженням ціни на оселедці. У середині XVII століття після тривалої війни між Данією і Швецією, за Роскільським договором 1658 року, данська провінція Сконе разом з Мальме перейшла у володіння Швеції. 1664 року місто втратило свої торгові привілеї та почало занепадати. Тривалі шведсько-данські війни призвели до того, що більшість купців виїхали з міста.
У першій половині XVIII століття населення становило всього близько 300 мешканців, що було наслідком не тільки занепаду торгівлі, але й частих епідемій. 1712 року в місті лютувала чума, яка забрала життя багатьох містян. Але вже до кінця XVIII століття в Мальме починається процес відродження міста. 1775 року був повністю перебудований і укріплений морський порт, й таким чином значно зріс обсяг торгових операцій. XIX століття — час індустріалізації і значного росту населення міста, переважно за рахунок іноземців. Місто починає відігравати важливу роль у внутрішньо- і зовнішньополітичному житті країни. 1848 року саме в Мальме було підписано мирний договір між Данією і Пруссією.
Протягом XX століття Мальме перетворилося у великий індустріальний центр з розвиненими галузями: машинобудуванням, цементною, хімічною, харчовою і трикотажною промисловістю. 1998 року було засновано Університет Мальме.

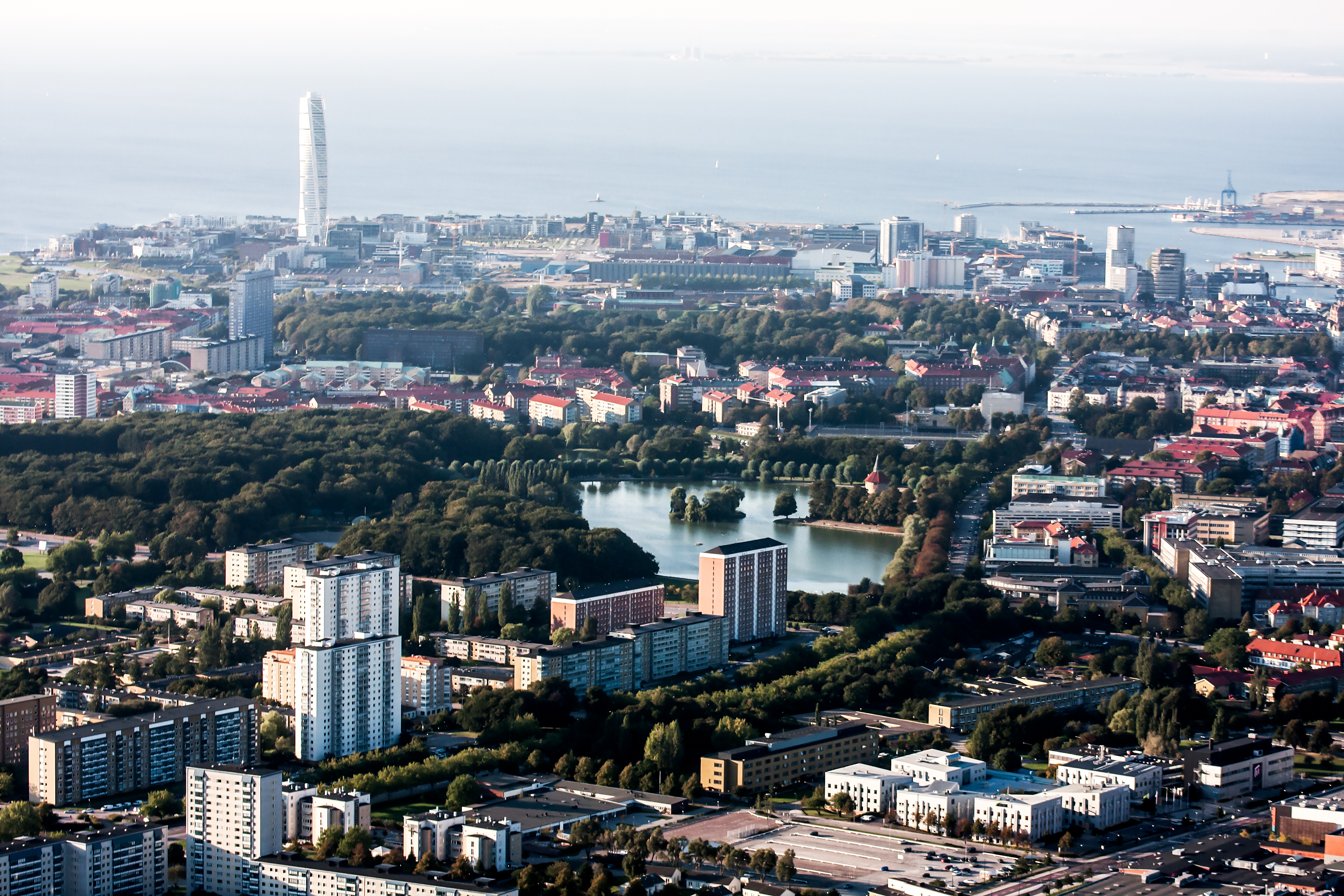
Центр міста

2000 року був споруджений Ересуннський міст через однойменну протоку, який поєднав шведський Мальме з Копенгагеном. Відкриття мосту перетворило місто на важливий транспортно-транзитний пункт, що зв'язав Швецію не тільки з Данією, але і з усією Західною Європою.
У XXI столітті в Мальме домінує процес транснаціоналізації. З грудня 2015 року питання туризму та маркетингу узгоджуються спільним комітетом агломерації Великий Копенгаген. Так само і транспортна сфера координується в першу чергу з Копенгагеном, а не зі Стокгольмом. Комплекс портів у Мальме входить до компанії «Порти Копенгагена». Основним міжнародним аеропортом для шведського міста Мальме є Каструп, розташований на данській стороні протоки Ересунн. Залізничне сполучення між Копенгагеном і Мальме забезпечує данська компанія Ересундстог (Ересунські потяги), що проводить свою діяльність лише в Данії та сусідніх з Данією регіонах Швеції.

## Географія

### Клімат

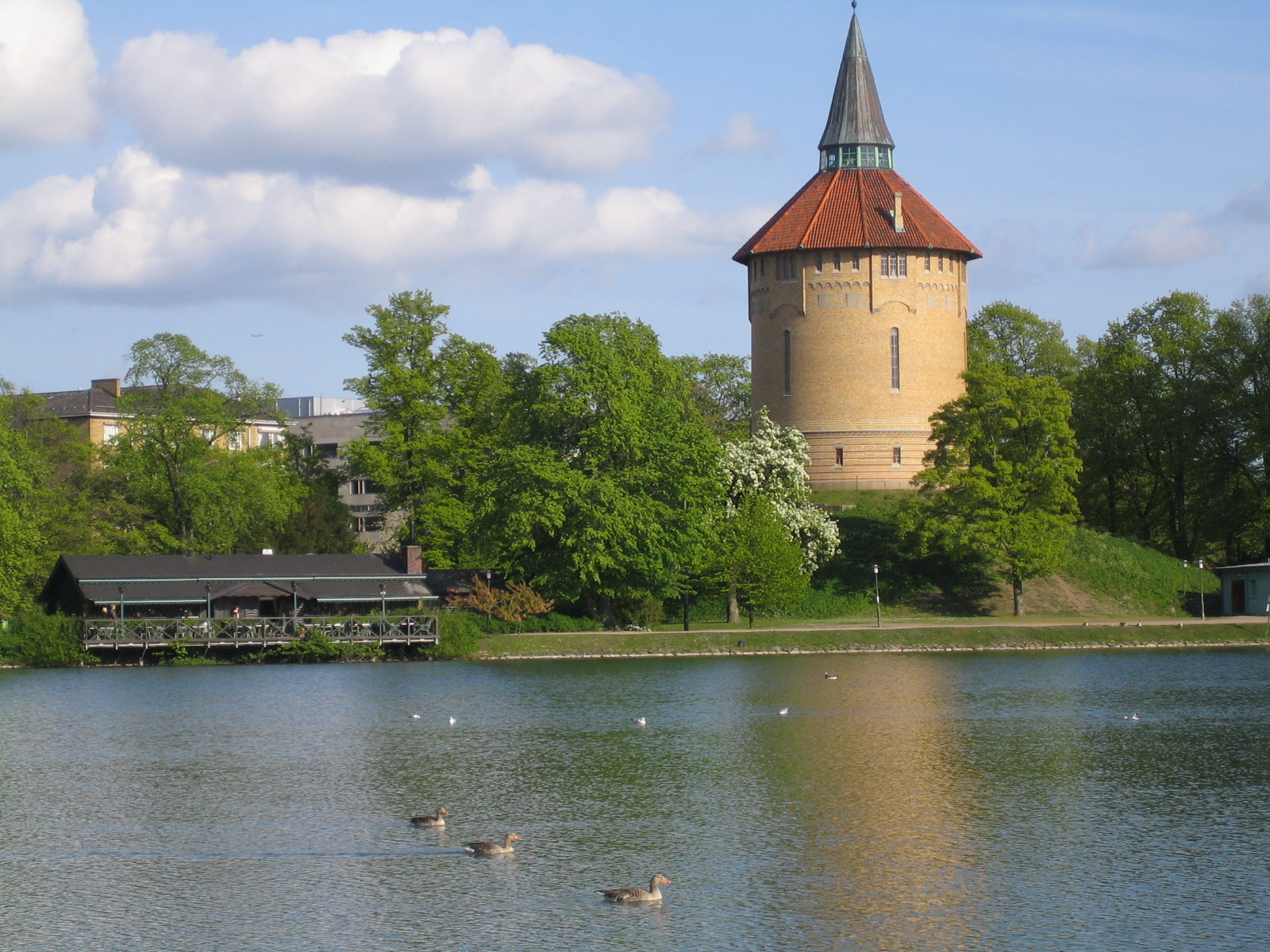
Пілдаммспаркен зі старою водонапірною баштою.

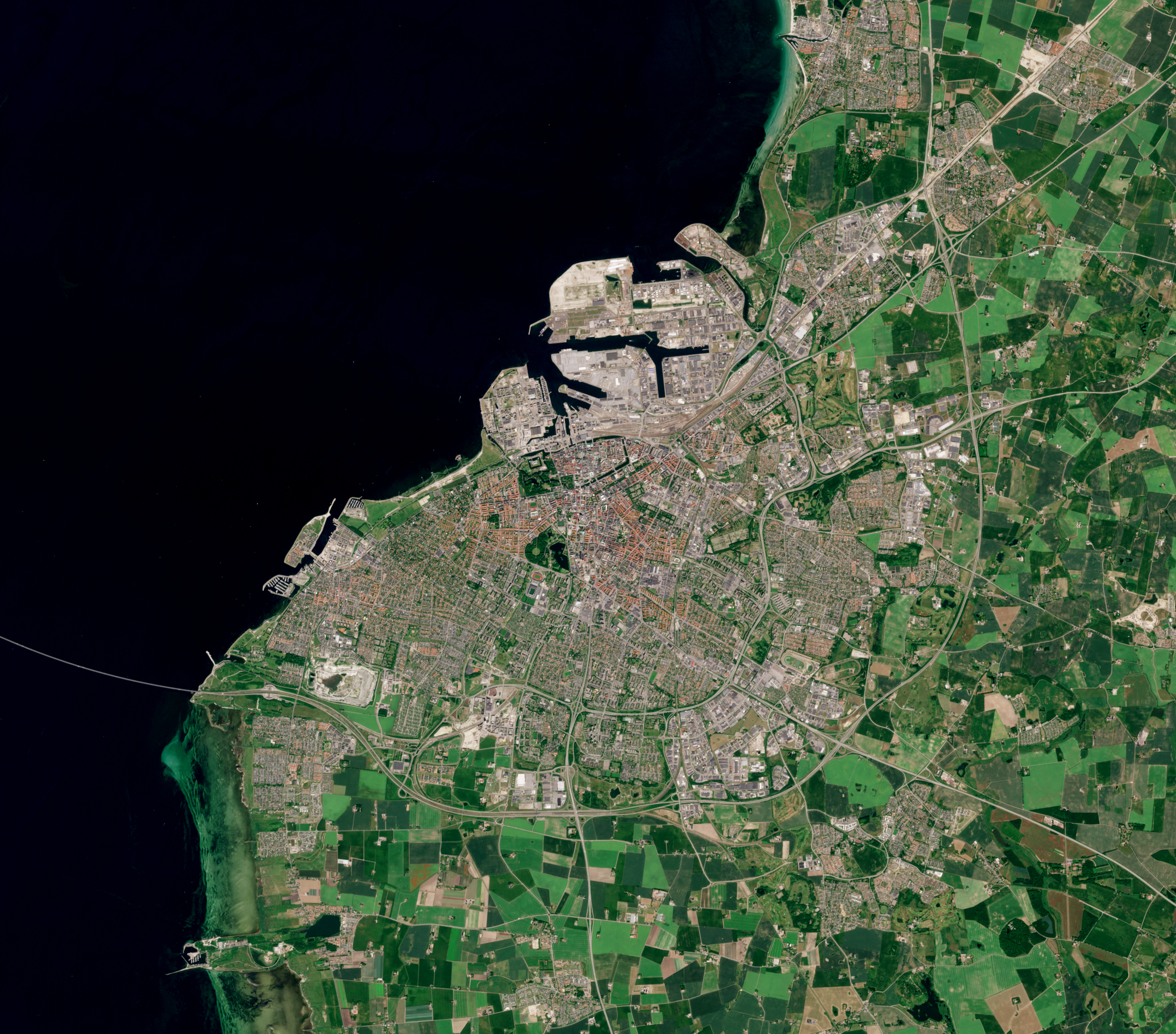
Супутниковий знімок Мальме.

Мальме, як і весь південь Швеції, має морський клімат. Незважаючи на північне розташування, клімат напрочуд м'який порівняно з іншими місцями в тих же широтах, або навіть дещо південніше, здебільшого через Гольфстрім. Через свої північні широти, денне світло поширюється на 17 годин влітку й тільки до 7 годин взимку. Фактично налічується 1700 сонячних годин на рік у Фалстербю трохи далі на південь і 1592 годин на рік у Лунді дещо на північ.
Літо тепле і приємне з середньою високою температурою 20—21 °C і мінімальна 11—13 °C. Денна температура між 25 °C і 30 °C є досить поширеним явищем, особливо в липні й серпні і теплові хвилі поширені протягом літа. Зими з температурою від −3° до 4 °C, але рідко опускається нижче −10 °С.
Дощі від слабких до помірних протягом року з 169 дощовими днями. Сніг переважно випадає в грудні — березні, але сніговий покрив не зберігається тривалий час, і деякі зими практично вільні від снігу.
| Клімат Мальме                              | Клімат Мальме | Клімат Мальме | Клімат Мальме | Клімат Мальме | Клімат Мальме | Клімат Мальме | Клімат Мальме | Клімат Мальме | Клімат Мальме | Клімат Мальме | Клімат Мальме | Клімат Мальме | Клімат Мальме |
| Показник                                   | Січ.          | Лют.          | Бер.          | Квіт.         | Трав.         | Черв.         | Лип.          | Серп.         | Вер.          | Жовт.         | Лист.         | Груд.         | Рік           |
| Абсолютний максимум, °C                    | 10,6          | 12,5          | 19,5          | 26,2          | 29,6          | 34,0          | 33,2          | 33,6          | 28,0          | 22,8          | 16,5          | 11,9          | 34,0          |
| Середній максимум, °C                      | 2,9           | 3,0           | 6,7           | 12,6          | 17,6          | 20,5          | 23,2          | 22,3          | 18,6          | 12,6          | 8,0           | 4,8           |               |
| Середня температура, °C                    | 0,8           | 0,8           | 3,4           | 8,0           | 12,7          | 15,9          | 18,5          | 18,0          | 14,7          | 9,5           | 5,8           | 2,8           |               |
| Середній мінімум, °C                       | −1,4          | −1,5          | 0,0           | 3,4           | 7,7           | 11,2          | 13,8          | 13,7          | 10,7          | 6,4           | 3,6           | 0,7           |               |
| Абсолютний мінімум, °C                     | −28           | −23,1         | −23,3         | −12,1         | −4,5          | −0,1          | 2,5           | 3,0           | −4            | −8,5          | −15           | −22,2         | −28           |
| Середня кількість сонячних годин на місяць | 43,6          | 64,4          | 138,9         | 222,9         | 274,4         | 271,5         | 272,1         | 236,0         | 188,1         | 115,9         | 56,8          | 33,1          |               |
| Норма опадів, мм                           | 58.0          | 39.7          | 38.5          | 30.0          | 39.9          | 67.3          | 71.1          | 86.3          | 42.3          | 66.7          | 64.2          | 69.4          | 673.2         |
| ------------------------------------------ | ------------- | ------------- | ------------- | ------------- | ------------- | ------------- | ------------- | ------------- | ------------- | ------------- | ------------- | ------------- | ------------- |

## Культура і дозвілля
- Музичний театр і опера Мальме (Malmö Opera och Musikteater): найбільший оперний театр Скандинавії. Споруджений 1944 року. Архітектор Сігурд Леверенц. Театром недовго керував Інгмар Бергман.
- Концертний зал Malmö Live Konserthus, тут «прописаний» Симфонічний оркестр Мальме.
- Художня галерея Мальме (Malmö Konsthall) — художній музей, у якому представлено модерне та сучасне мистецтво. Щороку музей відвідують понад 200 000 гостей і мешканців міста.
- Музей модерну Мальме (Moderna Museet Malmö) — художній музей, у якому представлено модерне та сучасне мистецтво. Є філією державного Музею модерну (Moderna Museet).
- Казино: Ресторан Kungsparken 2001 був перепрофільований під казино. Таким чином у Мальме є одне з чотирьох державних казино, дозволених у Швеції.
- Розважальний центр Slagthuset: Тут розташований найбільший нічний клуб Мальме, а також готель, офіси, театральна сцена.
- Парк розваг Folkets Park: Тут серед іншого можна відвідати танцмайданчики, ресторани, майданчики для мінігольфу та центр рептилій.
- Найбільший критий басейн міста Мальме Hylliebadet. Діє з 2015 року.
- Мальме Арена: багатофункціональна закрита арена в Мальме, Швеція. Відкрита 6 листопада 2008 року. У травні 2013 та 2024 року на ній пройшов пісенний конкурс Євробачення [5]

## «Зелене місто»

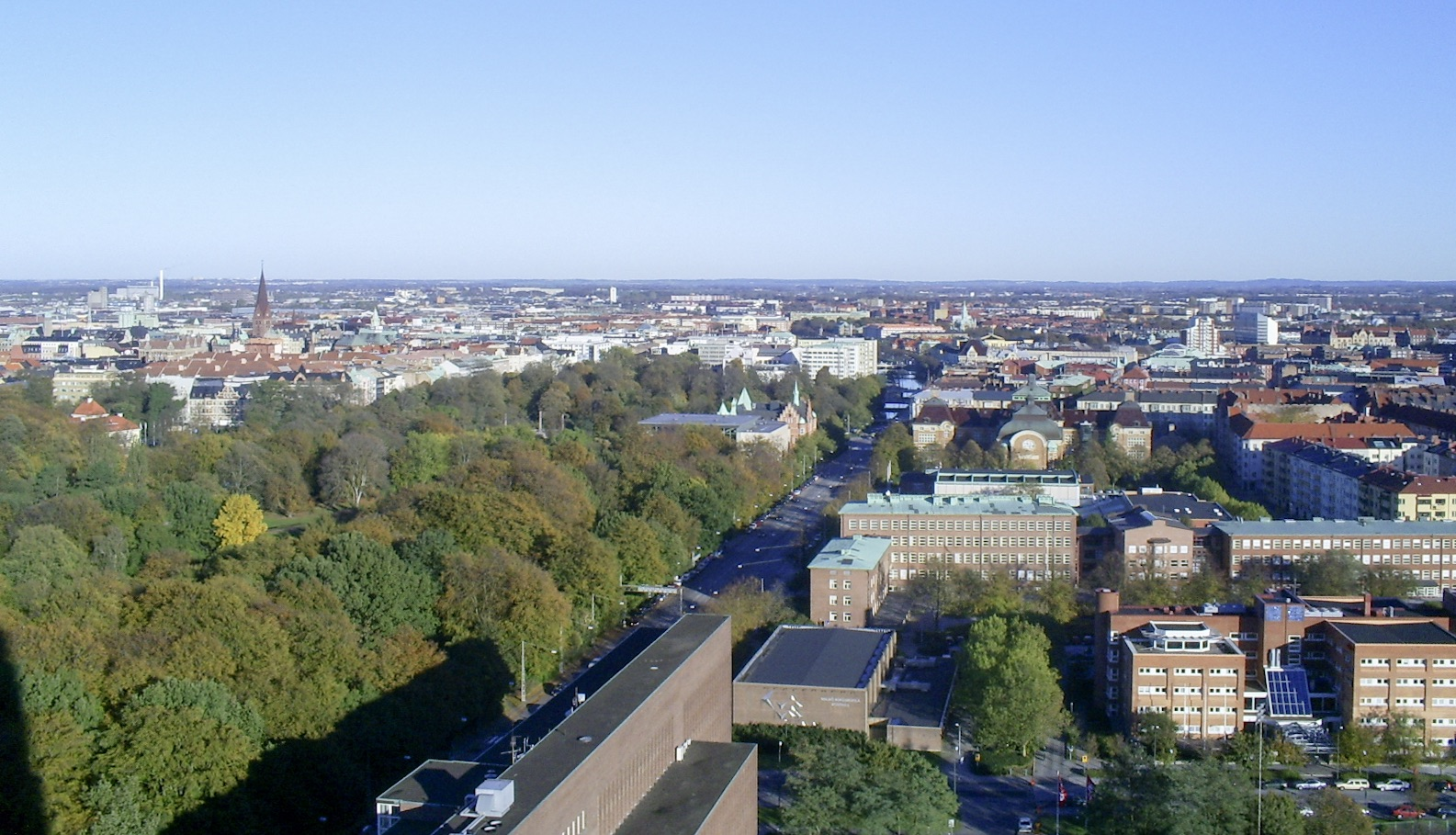
Вид на центр міста

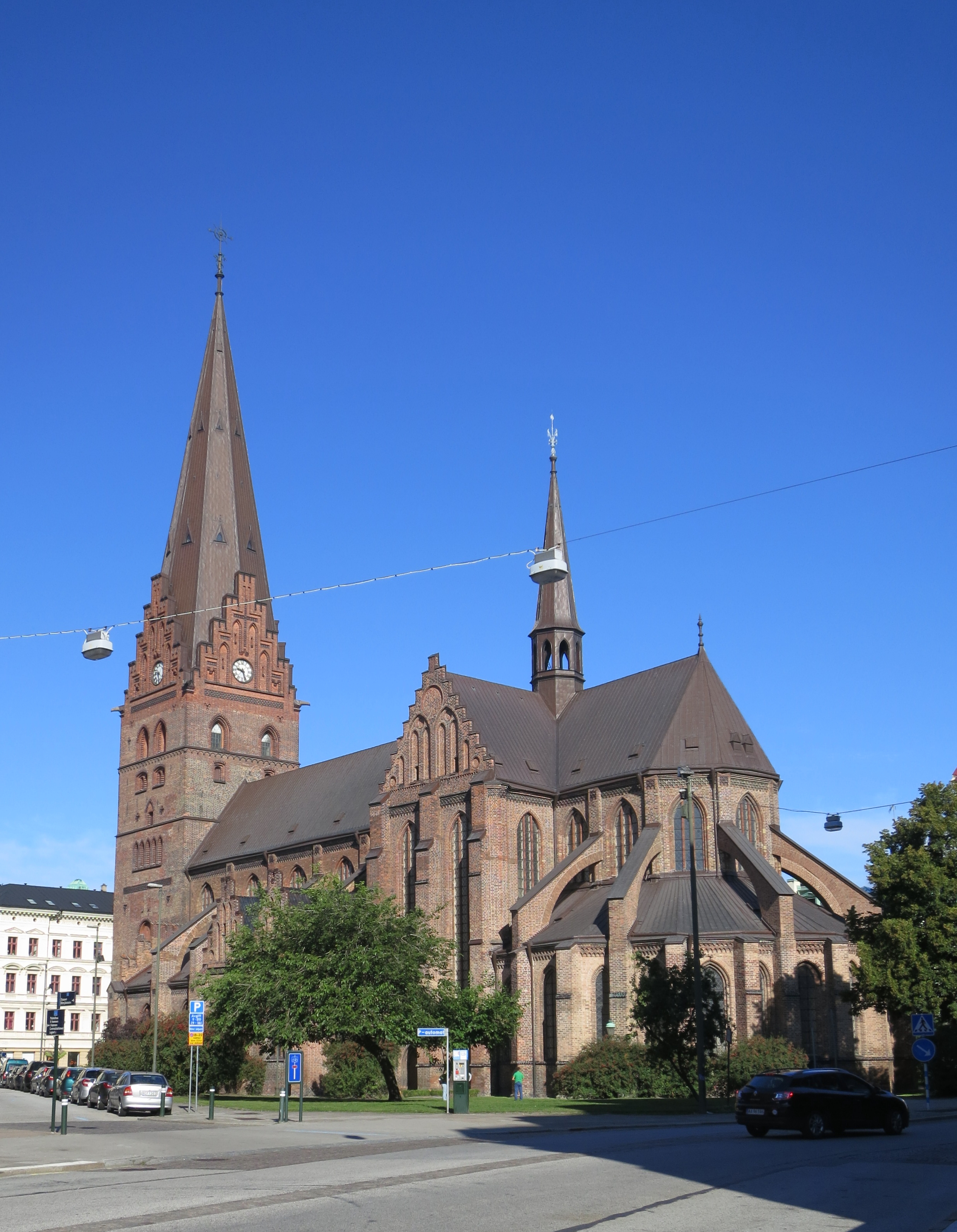
Церква Санкт-Петрі в Мальме

Мер міста заявив, що до 2015 року весь парк міських автівок буде працювати виключно на біогазі, електроенергії і водні. До 2013 року все місто, а не тільки державні установи оснащені 100 % місцевими відновлюваними джерелами енергії.

## Транспорт
Через місто проходять автотраси E6, E20, E22, E65. Через Ересуннський міст Мальме пов'язане з Копенгагеном. На схід від міста розташований аеропорт Мальме-Стуруп. В результаті будівництва Ересуннского мосту Мальме виявилося в незвичайному (для міста з 300 000 нас.) і дуже вигідному з погляду авіатранспорту положенні. Після введення в експлуатацію мосту найбільший аеропорт Скандинавії Копенгагенський Каструп, тепер як і аеропорт Мальме-Стуруп, теж знаходиться за півгодини їзди на автомобілі від центру міста.
З 2010 року в місті діє Сітітуннель — використовується як міська електричка лінія залізниці 17 км з підземними 6 км і 3 станціями.
Залізнична частина Ересуннського мосту Ересуннська залізниця, а також Сітітуннель є частиною залізничного комплексу, що з'єднує Копенгаген-Каструп-Мальме, як поїздами, так і міською електричкою. Міська електричка працює цілодобово і, включаючи всі зупинки, йде 35 хв від центральної станції Мальме до центральної станції Копенгагена. Поїзд долає цю ж відстань за 31 хв. Шлях із центру Мальме до данського аеропорту Каструп на міській електричці займає 21 хвилину, а прямий потяг доїжджає за 17 хвилин. Таким чином, після відкриття залізничної частини Ересуннський мосту найближчих за часом аеропортом для Мальме став данський Каструп (17 хв.), а не шведський аеропорт Мальме-Стуруп (28 хв.), оскільки залізничне сполучення в аеропорт Мальме-Стуруп відсутнє.
Спочатку Мальме був заснований як укріплена пристань, і в наш час логістика загалом і порт зокрема — ще одна з найважливіших сфер діяльності в місті. Як раніше, так і зараз порти Мальме тісно пов'язані з портом Копенгагена, що відбивається в структурі власності. Портами Мальме і Копенгагена володіє одна компанія, яка так і називається «CMP, Copenhagen Malmö Port AB». Порти Мальме спеціалізуються у галузі «безпека порту», оскільки місто в цілому має великий досвід по боротьбі з тероризмом. Порт має багато визнаних у світі напрацювань у сфері імплементації «антитерористичного плану безпеки порту» в кооперації з владою міста. Наприклад, цьому навчають в «світовому морському університеті» (the World Maritime University) в Мальме, що діє під егідою ООН.
Мальме має ідеальні природні умови для портової діяльності, що відображається в наявності семи портових районів. Портові райони географічно займають половину міста, що перевищує за площею район «Внутрішнє місто» (innerstad). В результаті постійного житлового будівництва центр міста зміщується в напрямку портових районів. Внутрішній порт і частина західного порту: вся центральна станція, університет Мальме, і все схід корабельної вулиці (skeppsgatan). З півночі обмеження по великій верфенной вулиці (stora varvsgatan). Використовується для поромного сполучення з Німеччиною (Травемюнде), приватних катерів, річкових трамваїв. Найпомітніші для жителів і туристів види діяльності у внутрішньому порту — виробництво морських вітряних турбін та розвантаження зерна у величезні спеціальні будови. Це найстаріший порт Мальме, безпосередньо зв'язує місто з Мальмським каналом. В результаті забудови основної частини Західного порту (västra hamnen) житловими будинками внутрішній порт виявився посеред міста.
Західний порт має велику кількість нових пристаней для приватних яхт. Крім цих невеликих за площею пристаней весь західний порт з 2001 року забудований елітним житлом.
Середній порт (mellersta hamnen) використовується для імпорту автомобілів, виробництва, а також штаб-квартири CPM.
Вільний порт (frihamnen) знаходиться на північ від внутрішнього порту. Він використовується для транспортування і складування вантажів призначених для регіону Балтійського моря.
Північний порт є районом динамічного розвитку порту: з 2009 року там розмістилися теплоелектростанція компанії E-on, що працює на привізних тирсі. Йде будівництво нового контейнерного порту і пристані для поромів. Північний порт безпосередньо прилягає до нафтового порту (oljehamnen). В нафтовому порту розташовуються об'єкти хімічної індустрії, а також велика кількість нафтових цистерн.
У східному порту розташувалися підприємства важкої промисловості і компанії, пов'язані з ними, а також тютюнова фабрика і дві школи. Крім цих двох шкіл та Університету Мальме в портових районах, у районі Західного порту знаходиться Світовий морський університет (the World Maritime University), що працює під егідою ООН.

## Відомі люди
- Бертіль Мартенсон (1945) — шведський письменник і публіцист.
- Олександр Рослін (1718—1793) — шведський художник доби пізнього бароко і рококо, портретист
- Еллен Троцгіг (1878—1949) — шведська художниця
- Аніта Екберг (1931—2015) — шведська фотомодель, актриса і секс-символ
- Златан Ібрагімович — шведський футболіст боснійського походження. Найкращий бомбардир в історії збірної Швеції (62 голи).
- Марина Шипченко — шведська співачка і музикант українського походження.
- Вівіанна Торун Бюлов-Хюбе — перша жінка-майстриня срібних виробів, яка досягнула міжнародного рівня.

## Світлини

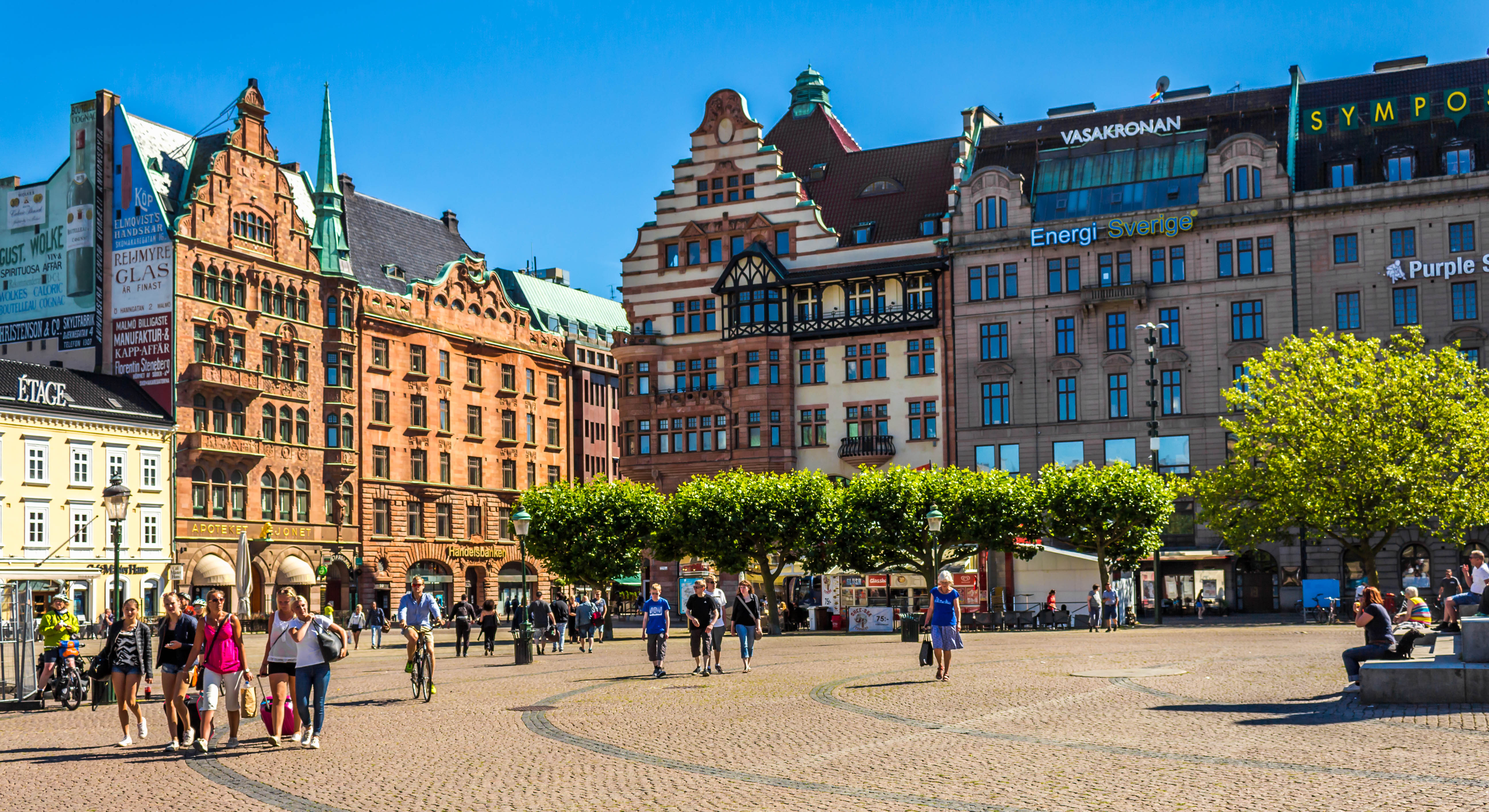
Велика площа в центрі
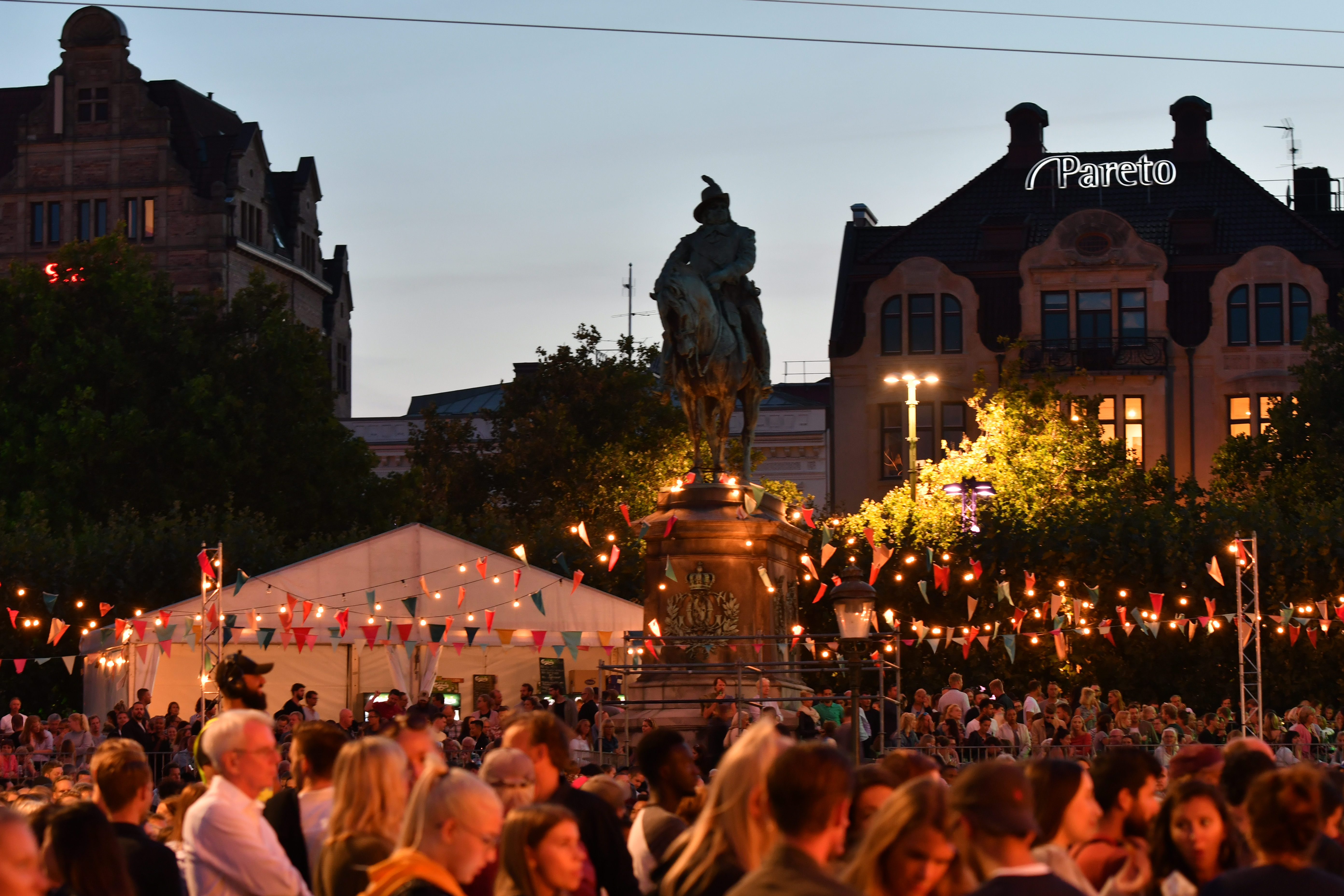
Натовпи на фестивалі в Мальме
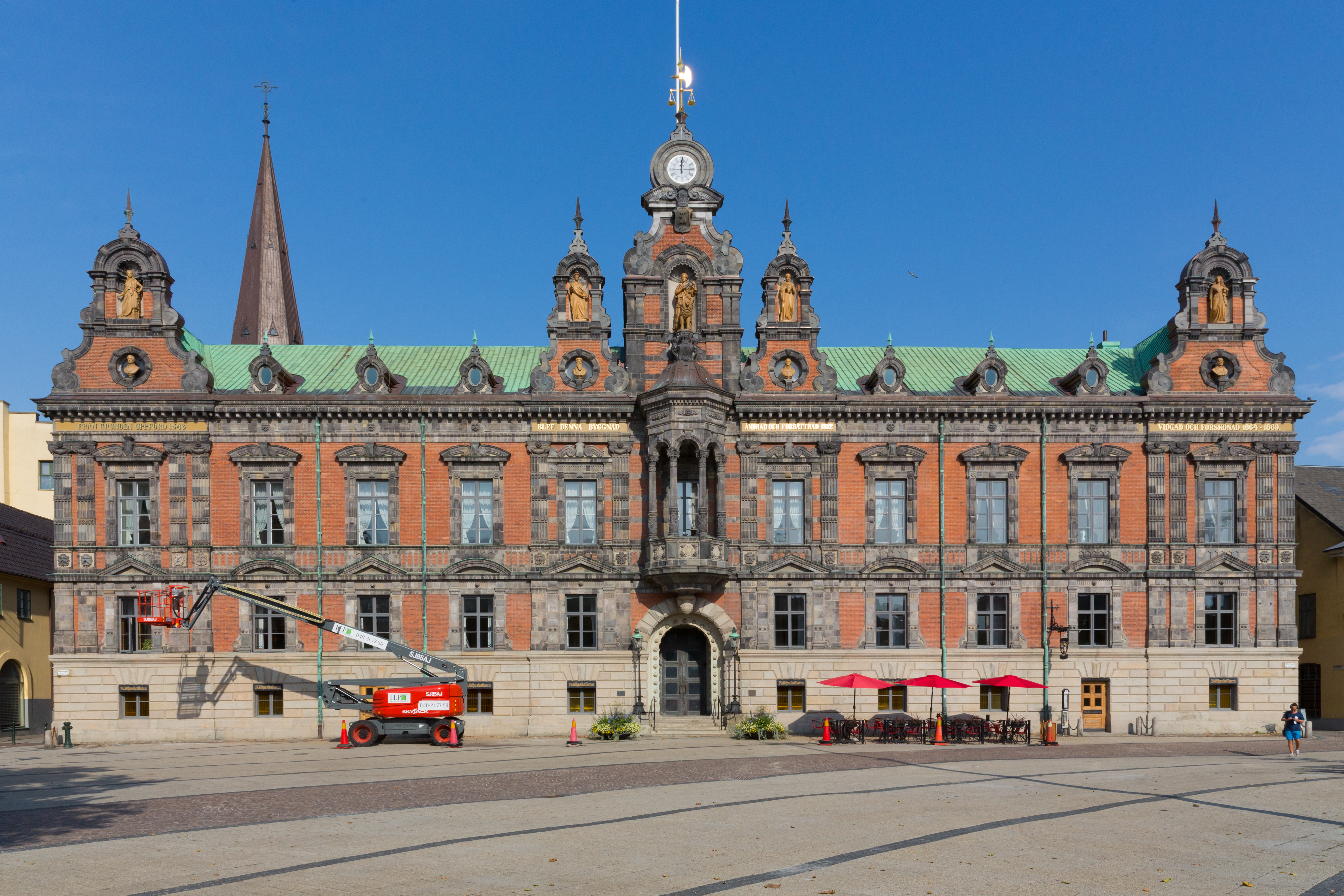
Ратуша Мальме
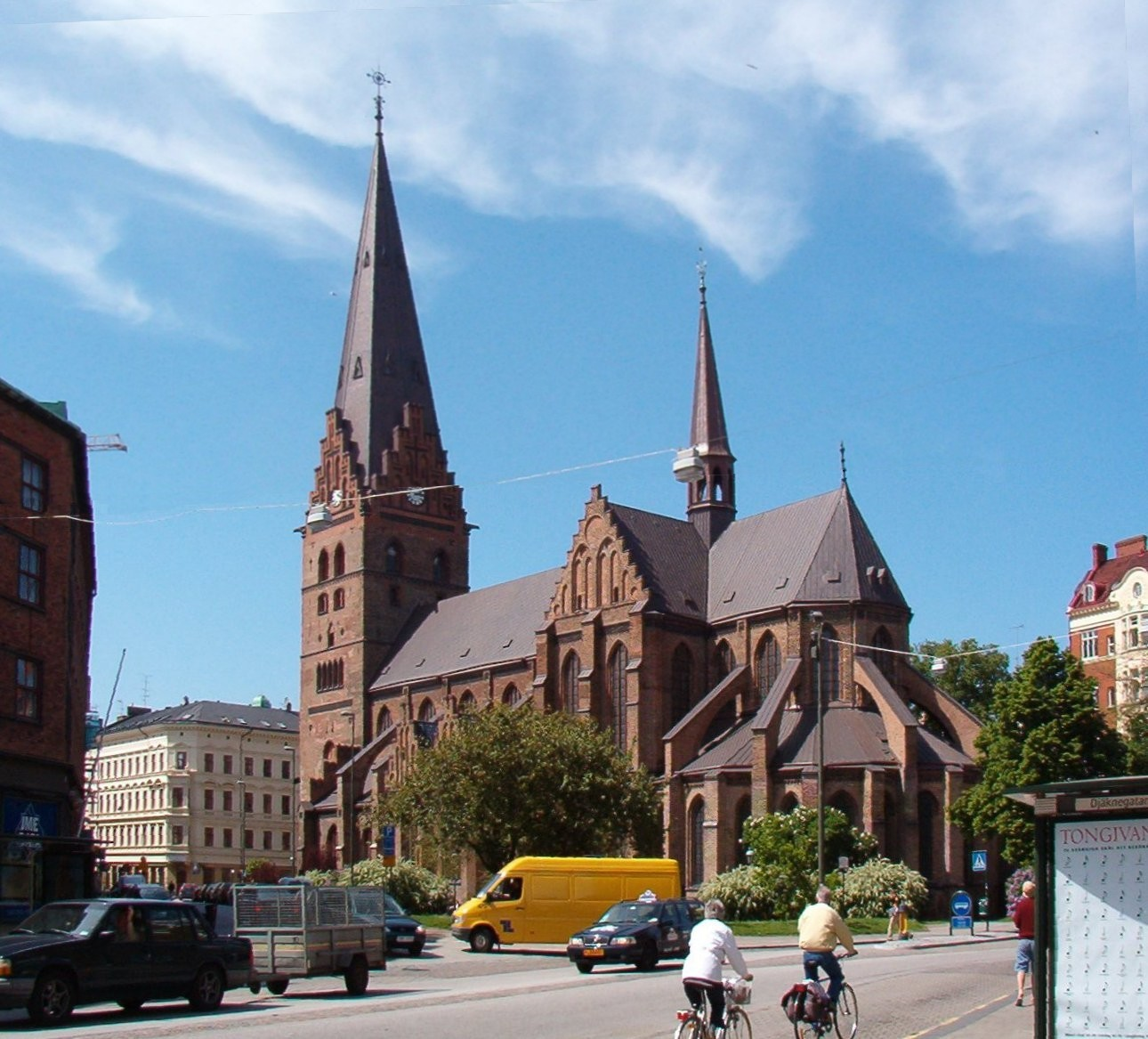
Церква Святого Петра
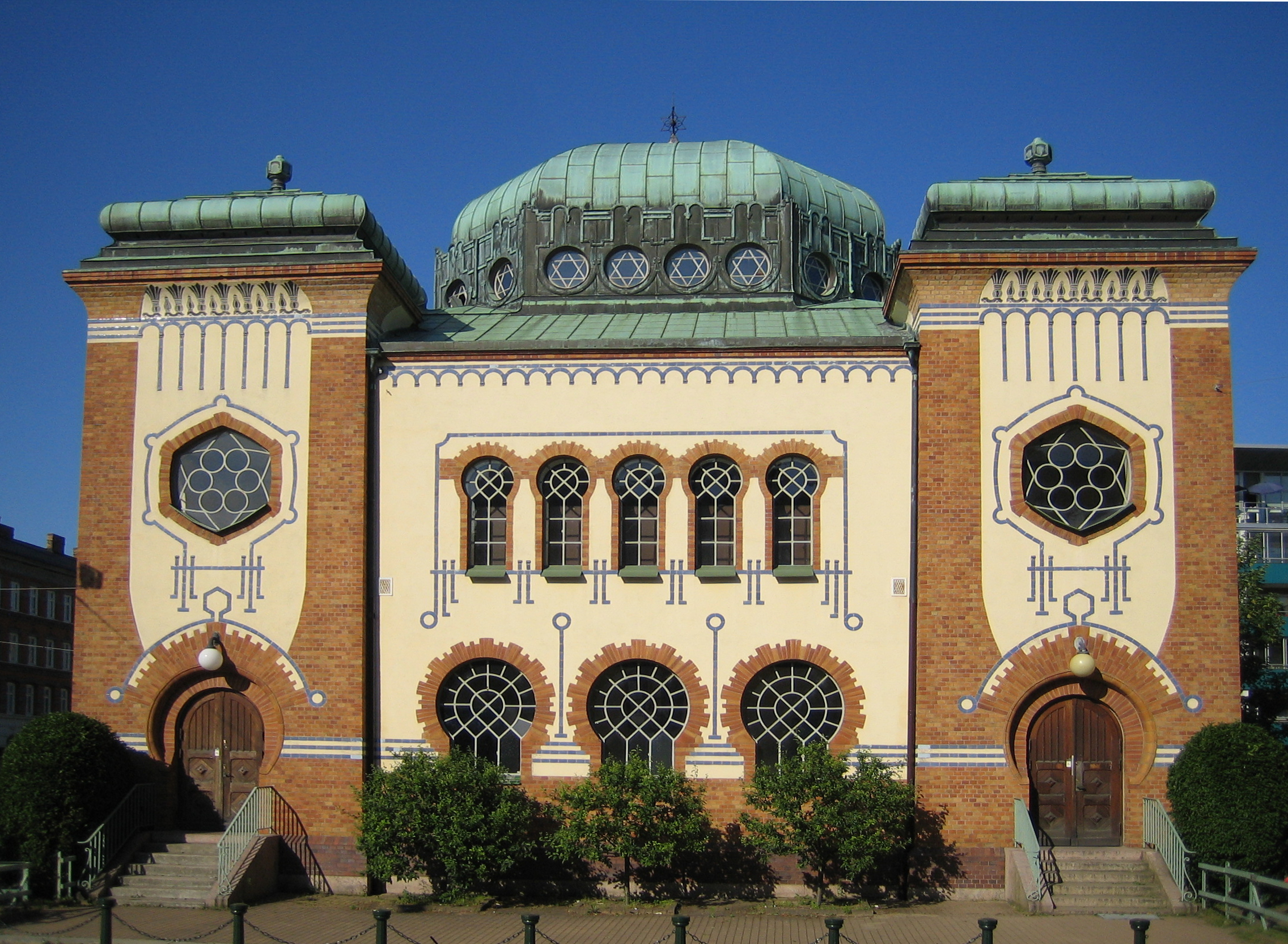
Синагога Мальме
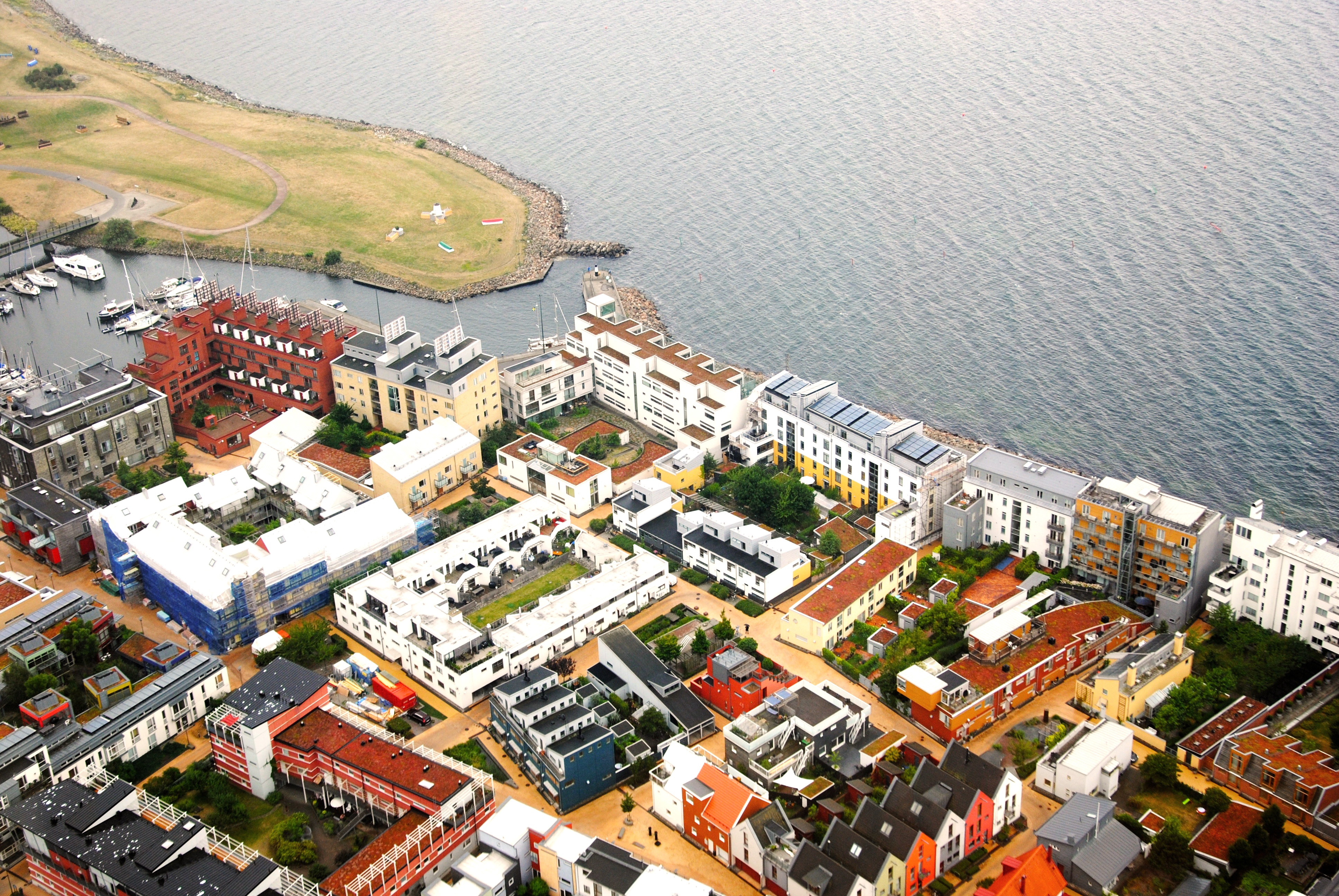
Новий район
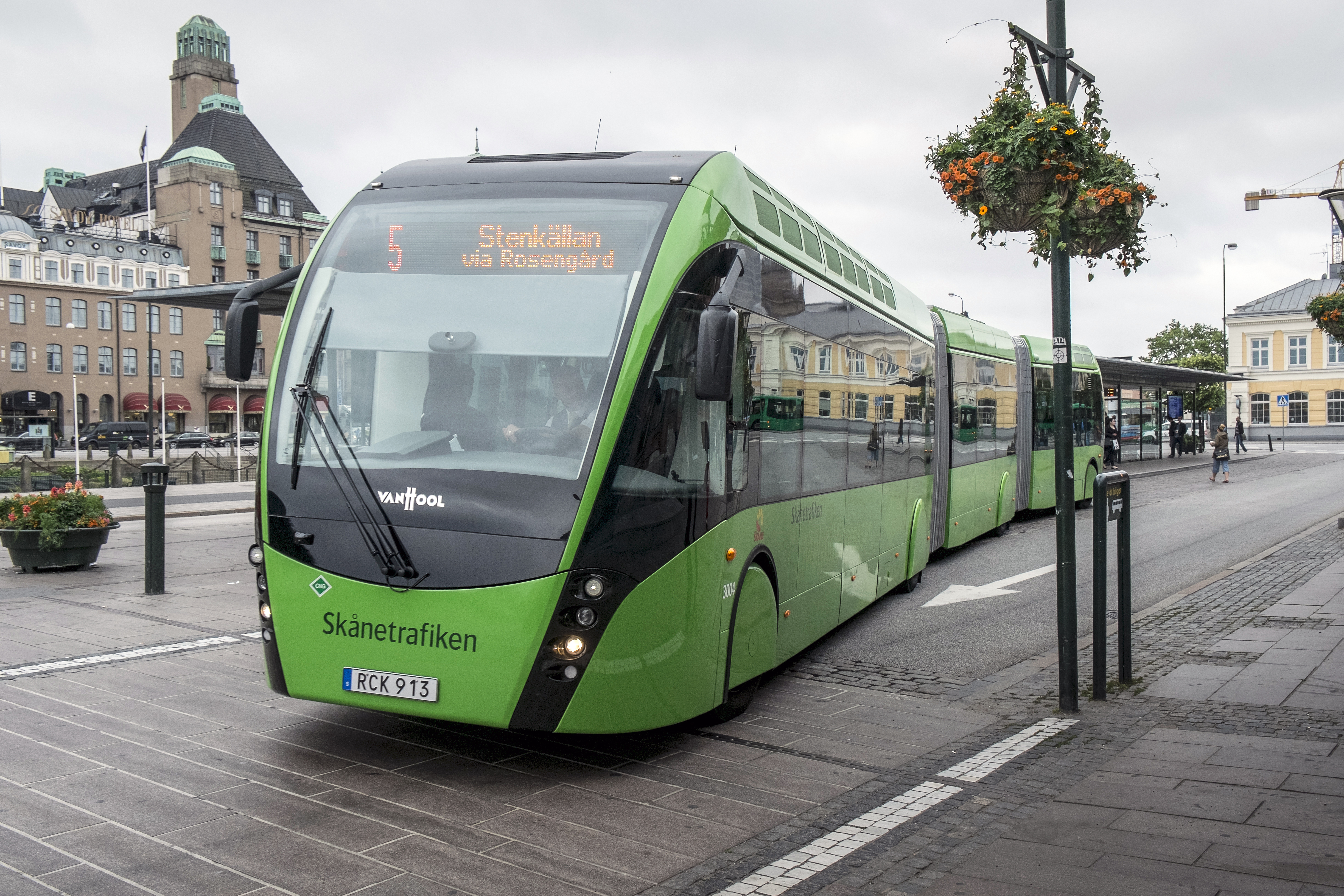
Міський автобус на центральному вокзалі
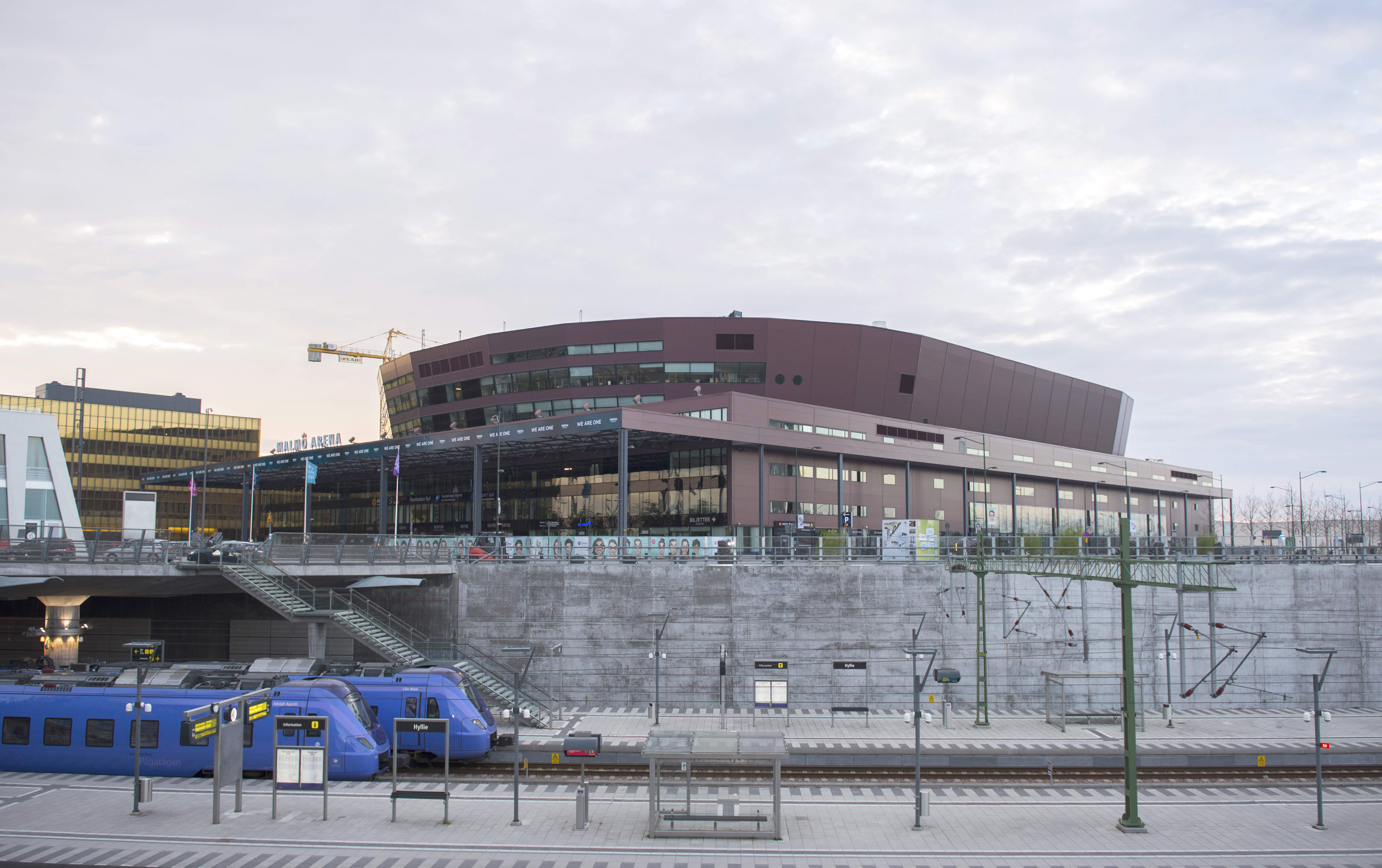
Арена